# Juegos taurios

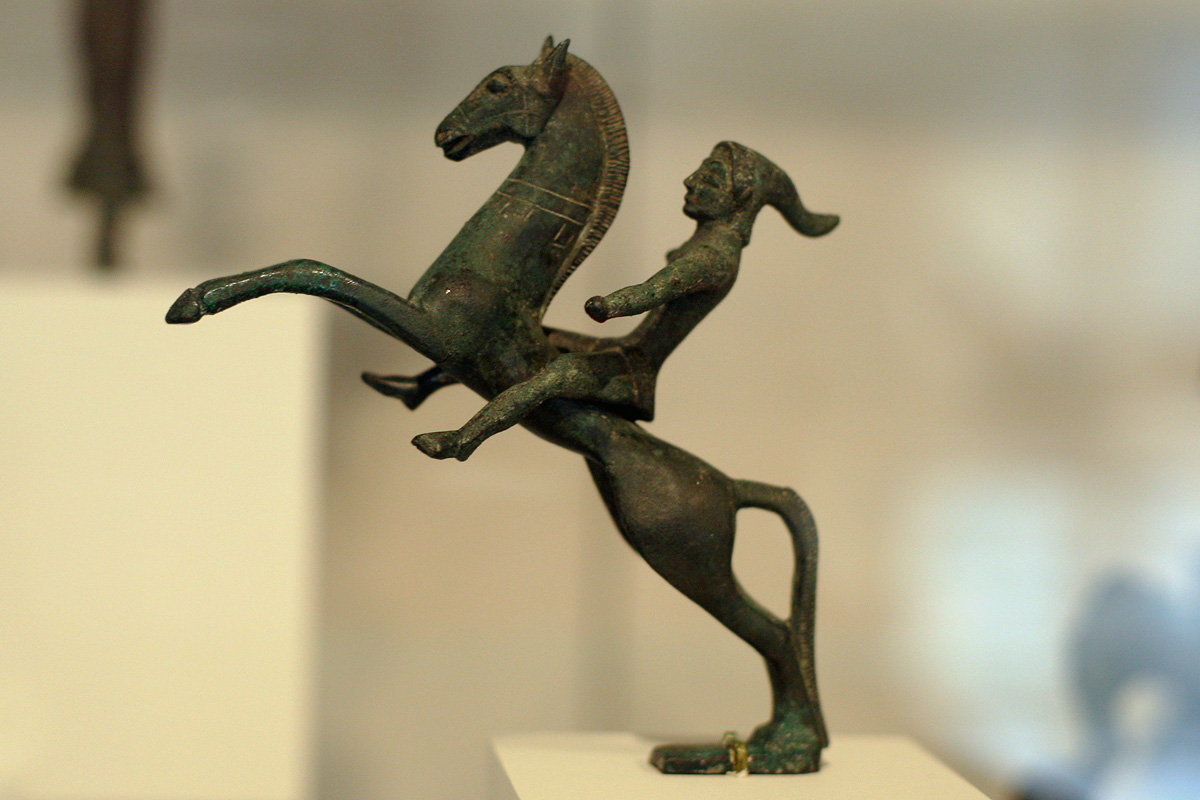
Figura de bronce etrusca. Según los historiadores antiguos los ludi taurii eran espectáculos con caballos purificadores, de influencia etrusca.

Los Juegos taurios (Del latín Ludi Taurii o Ludi Taurei, raramente Taurilia) eran juegos (ludi) celebrados en la Antigua Roma en honor de los di inferi, dioses infernales o del inframundo. No eran parte de los festivales religiosos habitualmente planificados en el calendario romano, pero se mantuvieron como ritos expiatorios religionis causa (motivados por cuestiones religiosas).

## Probables antecedentes
En el 186 a. C. los Ludi Taurii figuran como un acontecimiento de dos días. Marco Terencio Varrón los menciona transcurriendo a finales de la República. Durante el reinado de Antonino Pío, fueron celebrados cada cinco años, entre el 140 y el 160 a. C., dentro de un periodo que se inicia el día después los idus de mayo y prosiguiendo tras las kalendas de junio. Algunos estudiosos extrapolan que como el lustrum (ritual de purificación), los Ludi Taurii era regularmente quinquenales. Otros advierten que los programas quinquenales celebrados bajo Antonino Pío, atestiguados por los Fasti Ostienses, nunca son mencionados por fuentes diferentes. Esta evidencia tan limitada sugiere que los Ludi Taurii fueron importantes principalmente en el contexto de renacimiento religioso acaecido durante las eras augusta y antonina.

## ¿Qué eran y qué no eran?
Los juegos taurios serían carreras de caballos, o menos probablemente carreras de carros, en un circuito alrededor de unos postes (metae). En la bibliografía en español, se considera que tales juegos bien trataban de luchas de hombres contra los toros y/o, además de las mencionadas carreras de caballos, consistían en una cacería de toros.
En el siglo XIX, fueron confundidos a veces confundidos con los arcaicos juegos tarentinos (ludi tarentini), que fueron reemplazados por los juegos seculares. Las carreras de caballos como elemento propiciatorio de los dioses infernales eran características de "antiguos y oscuros" festivales romanos como los Consualia, el Caballo de octubre, y sitios en el Campo de Marte como en Tarentum (donde se originaron los ludi tarentini) y el Trigarium. El Ludi Taurii fueron los juegos únicos celebrados en el Circo Flaminio.

## Etimología
Como apuntan Sexto Pompeyo Festo y Mauro Servio Honorato, si los juegos son de origen etrusco, los taurii probablemente provengan de la palabra etrusca  tauru, "tumba". El diseño de los postes de giro (metae) en un circuito de carreras romano habría derivado de monumentos funerarios etruscos. Festo, aun así, ofrece una etiología basada en latín taurus, "toro".

## Origen y relevancia
En la tradición registrada por Festo, los juegos fueron instituidos en el periodo regio cuando era rey Tarquinio el Soberbio. Servio también sitúa su origen durante este reinado.
Festo explica que los juegos fueron celebrados en honor de los dioses infernales (di inferi). Se establecieron como respuesta a una epidemia (magna pestilentia) que afectó a mujeres embarazadas, causada por la distribución de la carne de toros sacrificados (tauri) entre las personas. Servio sugiere que esa pestilentia era mortalidad de niño: "cada reparto a las mujeres salió mal." El remedio de los juegos fue obtenido ex libris fatalibus, "de los libros de los destinos" (cualquiera de los libros sibilinos o textos etruscos). Según Servio, los ludi tomaron su nombre de la palabra taurea, significando una estéril víctima sacrificada (hostia).
Servio da una versión alternativa que acréditan los Sabinos al instituir los juegos como respuesta a la pestilentia, y se caracteriza con el traspaso de las lues publica (la peste a las personas) a víctimas sacrificadas (hostiae) como si fuera un chivo expiatorio.
Festo también proporciona una explicación adicional del nombre como taurus ("toro") según Marco Terencio Varrón, que se preservó sólo de forma fragmentada en el Códice Farnesianus. Una reconstrucción retrospectiva de J.J. Scaliger se ha tomado para significar que los jóvenes, bajo la dirección de un entrenador, se enzarzaban en un ritual gimnasia en el escondrijo de un toro crudo, quizás comparable a ejercicios en un cama elástica. Esta perspectiva no ha atraído amplia aceptación, pero sugeriría que el acto ritual countervails la mortalidad de niño por afirmar la forma física de la juventud. Ritualmente, aterrizar sobre la piel del toro puede simbolizar la "captura" de un recién nacido para entregarlo sano y salvo.
El historiador augusto Livio hace una breve referencia a los juegos que sucedieron en 186 a. C. per biduum (durante dos días), religionis causa ("por motivos de celo religioso"). En esta ocasión, los Ludi Taurii de dos días precedieron a los diez días de los ludi presentados por Marco Fulvio Nobilior como el resultado de un voto durante la Guerra etolia. Los juegos de Nobilior destacan como por primera vez se escenificó una caza de bestia (venatio) en Roma.

## Crítica textual
En una crítica textual entre los dos acontecimientos según el texto de Livio, aparece la palabra decem ("diez"), que Georg Wissowa afirma como referentes a la decena de miembros del colegio sacerdotal de los decemviri sacris faciundis; piensa que estos sacerdotes probablemente fueran responsables de organizar los Juegos taurios.
Estudios más recientes han tomado a veces el adjetivo taurii para significar que los toros eran parte de los juegos, incluso en línea con la tradición mediterránea de la taurocatapsia, o como una forma temprana de tauromaquia. Puesto que la cronología de Livio sitúa los Ludi Taurii (o, en algunas ediciones, Taurilia) inmediatamente después de las noticias de una victoria en Hispania, los juegos han representado unos cuantos esfuerzos para trazar los inicios históricos de las corridas de toros.